# حصن الحزم
يقع حصن الحزم في بلدة الحزم بولاية الرستاق في محافظة الباطنة بسلطنة عمان. ويحوي على عدد من المعالم الدفاعية العمانية التقليدية مثل البوابة الخشبية الضخمة وأنفاق الهروب السرية والأبراج المحصنة وأبراج وفتحات المدافع في الطوابق العليا وهناك مساقط أعلى المدخل الرئيسي لصب الزيت أو عسل التمر المغلي على المهاجمين.

## تاريخ
بناه الإمام سلطان بن سيف اليعربي ابن الإمام سيف بن سلطان الملقب ب«قيد الأرض» عام 1123هـ –1711م، حيث اتخذ الحزم عاصمة له عندما انتقل اليها من الرستاق، وبها ضريحه الذي دفن بها، وتم ترميمه من قبل الـوزارة عام 1416هـ _ 1996.
ويمتاز الحصن – من الناحية المعمارية – بعدم وجود أية أخشاب في سقوفه، التي هي عقود مستديرة ثابتة على أسطوانات – أعمدة – كما لا يقل عرض الجدار الواحد – الحائط – عن ثلاثة أمتار. وللحصن عدة أبواب ضخمة لا تلتقي بممر واحد، وبه عدة مدافع أثرية برتغالية وأسبانية يصل مداها 70 كيلومترا. وهو يتميز بوجود عدة سلالم خاصة لصعود الخيل، بالإضافة إلى الممرات السرية التي يبلغ عرض كل منها مترين بارتفاع مترين آخرين، وهي ممرات تنتشر في الجهات الأربع للحصن لتخرج بعد ها إلى المدينة. كما يوجد في حصن الحزم عدد من الغرف التي كانت مستخدمة لتدريس القرآن الكريم والعلوم والمعارف الدينية، ويخترق الحصن فلج أو مياه متدفقة مساحة الحصن: الطول: 40م - العرض: 40م -المساحة الإجمالية: 1600 متر مربع.